# Birger Östling
Sven Birger Östling, född 31 mars 1932 i Silvbergs församling, Kopparbergs län, död 10 maj 2021 i Stockholms Sankt Görans distrikt, Stockholm, var en svensk präst.

## Biografi
Birger Östling föddes 1932 i Silvbergs socken. Han blev 1975 kyrkoherde i Veta församling och 1979 kontraktsprost i Vifolka och Valkebo kontrakt. Östling avled 2021 i Stockholms Sankt Görans distrikt, Stockholm.